# The Little Diplomat
The Little Diplomat er en amerikansk stumfilm fra 1919 af Stuart Paton.

## Medvirkende
- Marie Osborne som Marie
- Lydia Knott som Bradley West
- William Welsh som Bradley West
- Jack Connolly som Trent Gordon
- Murdock MacQuarrie som Raymond Brownleigh